# Coryptilum rutilella
Coryptilum rutilella är en fjärilsart som beskrevs av Walker 1869. Coryptilum rutilella ingår i släktet Coryptilum och familjen äkta malar. Inga underarter finns listade i Catalogue of Life.